# Liste der Kulturdenkmäler in Zweibrücken
In der Liste der Kulturdenkmäler in Zweibrücken sind alle Kulturdenkmäler der rheinland-pfälzischen Stadt Zweibrücken aufgeführt. Grundlage ist die Denkmalliste des Landes Rheinland-Pfalz (Stand: 14. März 2023).
Die Liste ist nach Stadtteilen sortiert.

## Teillisten

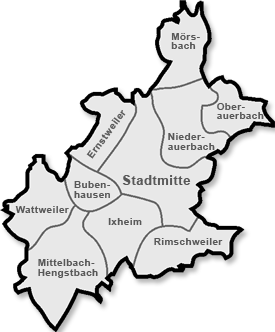
Stadtgliederung von Zweibrücken

- Liste der Kulturdenkmäler in Zweibrücken-Stadtmitte
- Liste der Kulturdenkmäler in Bubenhausen
- Liste der Kulturdenkmäler in Ernstweiler
- Liste der Kulturdenkmäler in Ixheim
- Liste der Kulturdenkmäler in Mittelbach-Hengstbach
- Liste der Kulturdenkmäler in Mörsbach
- Liste der Kulturdenkmäler in Niederauerbach
- Liste der Kulturdenkmäler in Oberauerbach
- Liste der Kulturdenkmäler in Rimschweiler
- Liste der Kulturdenkmäler in Wattweiler